# Kobong
Kobong – polski zespół grający metal awangardowy działający w latach 1994–1998.

## Historia
Na rynku ukazały się dwa albumy: Kobong (1995) oraz Chmury nie było (1997). Jeden z utworów znalazł się na polskiej ścieżce dźwiękowej do filmu „Trainspotting”. Kobong występował także na pokazach premierowych tego filmu w największych miastach w Polsce (Kraków, Opole, Warszawa, Sopot).
Muzyka zespołu była żywiołowa i oryginalna; twórczość Kobonga określana była mianem wykraczającej poza swoją epokę. Utwór Uroboro z drugiej płyty nawiązuje do filozofii gnostyków (zob. Uroboros).
Po rozpadzie zespołu muzycy zajęli się innymi projektami muzycznymi. Tworzyli m.in. zespoły Nyia, Neuma oraz Samo. Bogdan Kondracki jest uznanym producentem muzycznym. Produkował płyty takich wykonawców jak Monika Brodka czy Ania Dąbrowska. 25 stycznia 2005 Robert Sadowski zmarł nagle na atak serca. Maciej Miechowicz poza grą w zespole Neuma także zajął się produkcją albumów, m.in. był producentem drugiego albumu warszawskiej grupy Miguel and the Living Dead.

## Dyskografia
- Kobong (1995)
- Chmury nie było (1997)

## Nagrody i wyróżnienia
- Dwie nominacje do nagrody polskiego przemysłu fonograficznego Fryderyk 1995 w kategoriach Fonograficzny debiut roku oraz Album roku – muzyka alternatywna (płyta Kobong)[10]
- Nominacja do nagrody Fryderyk 1997 w kategorii Album roku – hard & heavy (płyta Chmury nie było)[11]